# قابلية جينية
المقالة الرئيسية: اصطفاء طبيعي
الجدوى الجينية أو القابلية الجينية هي قدرة الجينات الموجودة على السماح للخلية أو الكائن الحي أو السكان بالبقاء والتكاثر. يستخدم المصطلح عمومًا للإشارة إلى فرصة أو قدرة السكان على تجنب مشاكل زواج الأقارب. يمكن أيضًا استخدام القابلية الجينية الأقل شيوعًا فيما يتعلق بخلية واحدة أو على المستوى الفردي.
يؤدي زواج الأقارب إلى استنفاد تغاير الزيجوت في الجينوم، مما يعني أن هناك فرصة أكبر لوجود أليلات متطابقة في موضع ما. عندما تكون هذه الأليلات غير مفيدة، يمكن أن يسبب تماثل الزيجوت مشاكل في الجدوى الوراثية. يمكن أن تشمل هذه المشاكل آثارًا على اللياقة البدنية الفردية (معدل وفيات أعلى، ونمو أبطأ، وعيوب نمو أكثر تكرارًا، وانخفاض قدرة التزاوج، وانخفاض الخصوبة، وقابلية أكبر للإصابة بالأمراض، وانخفاض القدرة على تحمل الإجهاد، وانخفاض القدرة التنافسية داخل وبين الأنواع) أو التأثيرات على لياقة السكان بأكملها (انخفاض معدل النمو السكاني ، انخفاض القدرة على إعادة النمو، انخفاض القدرة على التكيف مع التغير البيئي). عندما تفقد مجموعة من النباتات أو الحيوانات قابليتها للبقاء الوراثي، تزداد فرصتها في الانقراض.

## الشروط اللازمة
لكي تكون قابلة للحياة وراثيًا، تتطلب مجموعة من النباتات أو الحيوانات قدرًا معينًا من التنوع الجيني وحجمًا معينًا من السكان. من أجل البقاء الجيني طويل الأجل، يجب أن يتكون حجم السكان من أزواج تكاثر كافية للحفاظ على التنوع الجيني. يمكن حساب حجم السكان الفعال والدقيق باستخدام الحد الأدنى من تحليل السكان القابل للتطبيق. سيؤدي التنوع الجيني الأعلى وحجم السكان الأكبر إلى تقليل الآثار السلبية للخلل الجيني وزواج الأقارب في مجموعة سكانية. عندما يتم ايجاد التدابير المناسبة، ستزداد الجدوى الوراثية للسكان.

يمكن أن يؤدي الاختناق السكاني إلى تقليل القابلية الوراثية مما يؤدي إلى الانقراض المحتمل

## أسباب نقصان القابلية الجينية
السبب الرئيسي لانخفاض القابلية الوراثية هو فقدان المواطن. يمكن أن تحدث هذه الخسارة بسبب، على سبيل المثال، التحضر أو إزالة الغابات مما يتسبب في تجزئة المواطن. يمكن أن تتسبب الأحداث الطبيعية مثل الزلازل والفيضانات والحرائق أيضًا في فقدان المواطن. في نهاية المطاف، يمكن أن يؤدي فقدان المواطن إلى اختناق السكان. في عدد قليل من السكان، سيزداد خطر زواج الأقارب بشكل كبير مما قد يؤدي إلى انخفاض في القابلية الوراثية. إذا كانت محددة في نظامهم الغذائي، فقد يؤدي ذلك أيضًا إلى عزل المواطن والقيود الإنجابية، مما يؤدي إلى زيادة الاختناق السكاني، وانخفاض القدرة الوراثية. يمكن أن يؤدي التكاثر الاصطناعي التقليدي أيضًا إلى انخفاض في الصلاحية الوراثية في بعض الأنواع.

## الحفاظ على السكان
ترتبط حماية المواطن بمزيد من الثراء الأليلي وتغاير الزيجوت مقارنة بالمواطن غير المحمية. يمكن أن يؤدي تقليل تجزئة المواطن وزيادة نفاذية المناظر الطبيعية إلى تعزيز الثراء الأليلي من خلال تسهيل تدفق الجينات بين التجمعات المعزولة أو الأصغر.
الحد الأدنى من السكان القادرة على البقاء والمطلوب للحفاظ على الصلاحية الجينية هو حيث يكون فقدان الاختلاف الجيني بسبب حجم السكان الصغير (الانجراف الجيني) مساويًا للاختلاف الجيني المكتسب من خلال الطفرة. عندما تكون أعداد أحد الجنسين منخفضة جدًا، فقد تكون هناك حاجة إلى التهجين للحفاظ على قابلية الحياة.

## التحليل
عندما يبدو أن القابلية الوراثية تتناقص داخل مجموعة ما، يمكن إجراء تحليل قابلية السكان (population viability analysis)(PVA) لتقييم خطر انقراض هذا النوع. يمكن أن تحدد نتيجة PVA ما إذا كانت هناك حاجة إلى مزيد من الإجراءات فيما يتعلق بالحفاظ على الأنواع.

## التطبيقات
يتم تطبيق القابلية الجينية من قبل موظفي إدارة الحياة البرية في حدائق الحيوان أو أحواض السمك أو غيرها من المواطن. خارج الموقع الطبيعي. يستخدمون معرفة علم الوراثة للحيوانات، عادةً من خلال نسبهم، لحساب PVA وإدارة قابلية السكان للحياة.